# Gökçeyamaç, Yakutiye
Gökçeyamaç là một xã thuộc huyện Yakutiye, tỉnh Erzurum, Thổ Nhĩ Kỳ. Dân số thời điểm năm 2011 là 63 người.